# 市川周
市川 周（いちかわ しゅう、1951年9月1日 - ）は、日本の経済コンサルタント。

## 経歴
1975年： 三井物産に入社。1979年～1980年： 香港三井物産。改革開放下の中国及び東南アジア各国を現地調査、三井物産のアジアビジネス戦略策定作業に参画。1982年～1988年： 米国三井物産。6年4か月間、前半は米国企業研究やニュービジネス動向調査に注力、後半は新規事業開発部門で情報通信・サービス産業等のベンチャーキャピタル投資や企業買収案件等に従事。この間、ペンシルバニア大学ワートンスクールマネジメントプログラムコースを履修、米国の最先端経営戦略手法を実践・理論の両面より修得。
1990年： 総合商社初のシンクタンク三井物産貿易経済研究所（現 三井物産戦略研究所）創設に参画。
1991年： 同研究所主任研究員。
1996年： 同研究所コンサルティング事業室長。この頃よりNHK、週刊エコノミスト、週刊東洋経済、産経新聞等で言論活動を精力的に展開。
1997年： 三井物産を早期退職し、同年8月に企業および自治体向け人材開発コンサルティング会社「市川アソシエイツ」を設立。以後、「知行合一」型マネジメントリーダーの育成に注力。指導企業は長野銀行、名鉄、河合塾等100社を超える。
1998年：大学の先輩石原慎太郎氏と『宣戦布告−「No」と言える日本経済』を共著出版し、25万部のベストセラーになる。同出版を機に石原氏と一橋総合研究所（https://www.h-ri.org/）を創設。
2000年～2014年：多摩大学非常勤講師
2002年　故郷の長野県知事選で「脱ダム宣言」の現職田中康夫氏に挑戦出馬。第３位で落選。
2005年～2010年：郵船航空サービス（株）（現・郵船ロジスティクス（株））社外監査役
2006年～2015年：社団法人世界経済研究協会専務理事。同協会1953年創刊の国際経済学名門誌『世界経済評論』（http://www.world-economic-review.jp/）の編集発行人を担う。
2008年:日本版ダボス会議を目指してリーマン・ショックの年に、長野県白馬村で白馬会議（https://www.hakubakaigi.com/）を創設。
2019年：長野県南木曽町旧三留野宿にある築140年の実家を活用してインバウンド対応のゲストハウス事業を開始。(https://kashiwaya-nagiso.booked.jp/#lg=9265598&slide=818297651)　
2022年　日本遺産に認定された長野県木曽路の活性化策を練る「日本遺産木曽路活用検討部会」の部会員の委嘱を受け、「木曽十一宿街道バス事業」を提案。

## 現職
- 市川アソシエイツ代表
- 白馬会議運営委員会事務局代表
- NPO一橋総合研究所理事CEO
- ゲストハウス柏屋オーナー

## 出演
- NHK教育放送
- NHK衛星放送
- 大人の自由時間「西川のりおの言語道断」（BS11）2008.4.7 ゲスト（森永卓郎と討論）
- 朝まで生テレビ!
- ビートたけしのTVタックル

## 著書
- 宣戦布告−「No」と言える日本経済（光文社）石原慎太郎との共著。
- 外される日本（NHKブックス）
- 選択する日本経済（東京経済情報出版）共著
- ライオンリーダーになる19の鉄則（中経出版）
- 中国に勝つ（PHP研究所）